# El burlador de Sevilla y convidado de piedra
El burlador de Sevilla y convidado de piedra es una obra de teatro que recoge el mito de don Juan, sin duda el personaje más universal del teatro español. De autoría discutida, se atribuye tradicionalmente a Tirso de Molina y se conserva en una publicación de 1630, aunque tiene como precedente la versión conocida como Tan largo me lo fiais representada en Córdoba en 1617 por la compañía de Jerónimo Sánchez. Alfredo Rodríguez López-Vázquez señala al dramaturgo Andrés de Claramonte como autor de la obra en función de pruebas de carácter métrico, estilístico e histórico. Sin embargo, tanto Luis Vázquez como José María Ruano de la Haza la dan sin dudar como obra de Tirso y otros críticos concluyen que tanto El burlador como el Tan largo me lo fiais descienden de un arquetipo común del Burlador de Sevilla escrito por Tirso entre 1612 y 1625.

## Contexto
Don Juan personifica una leyenda sevillana que inspiró a Molière, Antonio de Zamora, Carlo Goldoni, Lorenzo da Ponte (autor del libreto de Don Giovanni de Mozart), lord Byron, Espronceda, Pushkin, Zorrilla, Azorín, Marañón y a muchos otros autores. Es un libertino que cree en la justicia divina («no hay plazo que no se cumpla ni deuda que no se pague») pero que confía en que podrá arrepentirse y ser perdonado antes de comparecer ante Dios («¡Cuán largo me lo fiais!»). Si además recordamos que El burlador de Sevilla se publicó en 1630, podemos concluir que se trata de una obra cuya vocación es moralizante, y que podría haber sido concebida como respuesta a la teoría de la predestinación de Don Juan, según la cual la salvación y la entrada en el reino de los cielos ya ha sido determinada por Dios desde el nacimiento de uno, dado por gracia a través de Cristo y recibido solamente por fe, por lo que los actos no son determinantes para la salvación de las almas.
Se ha especulado mucho sobre la posible inspiración en un personaje real, y se ha señalado a Miguel Mañara como principal candidato. Sin embargo, si aceptamos la opinión mayoritaria respecto a la autoría y la fecha, no podrá considerarse el personaje de don Juan inspirado en la vida de Mañara, ya que este nació en 1627 y la obra se editó solo tres años después. Más aún, una versión precedente del Burlador, el Cuán largo me lo fiais, con el mismo argumento, podría datar de 1617.

## Argumento
Un joven noble español llamado don Juan, el gran seductor y libertino,  seduce en Nápoles a la duquesa Isabela haciéndose pasar por su prometido, el duque Octavio, lo que ella descubre al querer alumbrarlo con el farol. Tras esto, en la huida va a parar a la habitación del rey, quien encarga a la guardia y a don Pedro Tenorio (pariente del protagonista y embajador de España) que atrape al hombre que ha deshonrado a la joven. Al entrar don Pedro en la habitación y descubrir que el burlador es su sobrino, decide escucharlo y ayudarle a escapar, para alegar más tarde que no pudo alcanzarlo debido a su agilidad al saltar desde la habitación a los jardines.
Tras esto, don Juan viaja a España y naufraga en la costa de Tarragona; Catalinón (su criado) consigue llevarlo hasta la orilla, donde los aguarda la pescadora Tisbea, que ha oído su grito de socorro. Tisbea manda a Catalinón a buscar a los pescadores a un lugar no muy lejano y en el tiempo que están ellos solos don Juan la seduce y esa misma noche la goza en su cabaña, de la que más tarde huirá con las dos yeguas que Tisbea había criado.
Cuando don Juan y Catalinón regresan a Sevilla, el escándalo de Nápoles llega a oídos del rey Alfonso XI, quien busca solucionarlo comprometiéndolo con Isabela (el padre de don Juan trabaja para el rey). Mientras, don Juan se encuentra con su conocido, el marqués de la Mota, el cual le habla sobre su amada, doña Ana de Ulloa, tras hablar de burlas, “ranas” y mujeres en todos los aspectos; y como el marqués de la Mota dice de Ana que es la más bella sevillana llegada desde Lisboa, don Juan tiene la imperiosa necesidad de gozarla y, afortunadamente para él, recibe la carta destinada al Marqués, al que luego informará de la cita pero con un retraso de una hora para así él gozar a Ana. Por la noticia de la carta de Ana de Ulloa, Mota le ofrece una burla a don Juan, para lo cual este ha de llevar la capa del marqués, que se la presta sin saber que la burla no iba a ser la estipulada, sino la deshonra de Ana al estilo de la de Isabela.
Don Juan consigue engañar a la dama, pero es descubierto por el padre de esta, don Gonzalo de Ulloa, con quien se enfrenta en un combate en el que don Gonzalo muere. Entonces don Juan huye en dirección a Dos Hermanas.
Mientras se encuentra lejos de Sevilla, lleva a cabo otra burla, interponiéndose en el matrimonio de dos plebeyos, Arminta y Batricio, a los que engaña hábilmente: en la noche de bodas, don Juan llega a parecer interesado en un casamiento con Arminta, Batricio le cree y se deja llevar por el engaño. Arminta una vez en el cuarto, don Juan se presenta con ella, y la seduce diciéndole sobre su amor y prometido matrimonio con ella misma, para poder gozarla.
Don Juan vuelve a Sevilla, donde se topa con la tumba de don Gonzalo y se burla del difunto, invitándolo a cenar. Sin embargo, la estatua de este llega a la cita (el convidado de piedra) cuando realmente nadie esperaba que un muerto fuera a hacer cosa semejante. Luego, el mismo don Gonzalo convida a don Juan y a su lacayo Catalinón a cenar a su capilla, y don Juan acepta la invitación acudiendo al día siguiente. Allí, la estatua de don Gonzalo de Ulloa se venga arrastrándolo a los infiernos sin darle tiempo para el perdón de los pecados de su «Tan largo me lo fiais», famosa frase del Burlador que significa que la muerte y el castigo de Dios están muy lejanos y que por el momento no le preocupa la salvación de su alma.
Tras esto se recupera la honra de todas aquellas mujeres que habían sido deshonradas, y puesto que no hay causa de deshonra, todas ellas pueden casarse con sus pretendientes.

### El mito de don Juan
Protagonista de la obra, El burlador de Sevilla, y personaje en torno al cual gira la obra entera, que durante toda la obra se dedica a burlar a todas aquellas damas que encuentra en estado de gracia para así él poseerlas, haciendo uso de trucos, engaños y burlas y deshonrando de esta forma a la mujer y perdiendo el honor del hombre con el que ella realmente deseaba gozar.

#### Orígenes
Los orígenes de don Juan son difíciles de determinar. Según Víctor Said Armesto, las raíces literarias de don Juan se pueden encontrar en los romances gallegos y leoneses medievales. Su precursor típicamente llevaba el nombre de “Don Galán” y este hombre también trata de engañar y seducir a las mujeres, pero tiene una actitud más piadosa hacia Dios.

#### Evolución
Tras esta acuñación del personaje de don Juan Tenorio, El Burlador de Sevilla como llega él a llamarse, se dan varias reinterpretaciones del mito, como el Don Juan de Molière, cuyo Don Juan no solo roza los límites de la más cínica arrogancia, sino que también nos muestra un personaje con un gran escepticismo religioso, lo que es una gran distinción con el del dramaturgo español.
A la mentalidad del siglo XVIII corresponden tres obras sobre don Juan: la española de Antonio de Zamora, No hay plazo que no se cumpla, la italo-austriaca, Don Giovanni con libreto de Lorenzo da Ponte y música de Mozart y la italiana de Carlo Goldoni, titulada Don Juan o el castigo del libertino.
En el romanticismo se dio un nuevo rumbo al mito; unas veces se une al tipo primitivo y otras a la expresión de la vivencia personal de creadores cuya vida tuvo que ver con la del seductor. Como el Don Juan de Byron, y el protagonista de El estudiante de Salamanca, de Espronceda. Y en relación con los primitivos están la versión de Zorrilla, Don Juan Tenorio, y las francesas de Merimée y Alejandro Dumas. Aunque el don Juan romántico pierde con respecto al primitivo ya que a veces llega a mostrarse como un simple juguete del destino y hasta se enamora sinceramente, dejando de ser el mito eterno del cínico seductor que fácilmente olvidaba para volver a seducir.